# Веллі (Алабама)
Веллі (англ. Valley) — місто (англ. city) в США, в окрузі Чемберс штату Алабама. Населення — 10 529 осіб (2020).

## Географія
Веллі розташоване за координатами 32°48′31″ пн. ш. 85°10′37″ зх. д. / 32.80861° пн. ш. 85.17694° зх. д. (32.808488, -85.177056). За даними Бюро перепису населення США в 2010 році місто мало площу 28,57 км², уся площа — суходіл. В 2017 році площа становила 30,35 км², уся площа — суходіл.

## Демографія
Згідно з переписом 2010 року, у місті мешкали 9524 особи в 3878 домогосподарствах у складі 2561 родини. Густота населення становила 333 особи/км². Було 5025 помешкань (176/км²).
Расовий склад населення:
| - 64,0 % — білих - 33,0 % — чорних або афроамериканців - 1,2 % — азіатів - 0,1 % — вихідців з тихоокеанських островів - 0,1 % — корінних американців |

До двох чи більше рас належало 1,1 %. Частка іспаномовних становила 1,7 % від усіх жителів.
За віковим діапазоном населення розподілялося таким чином: 23,9 % — особи молодші 18 років, 59,4 % — особи у віці 18—64 років, 16,7 % — особи у віці 65 років та старші. Медіана віку мешканця становила 39,3 року. На 100 осіб жіночої статі у місті припадало 88,1 чоловіків; на 100 жінок у віці від 18 років та старших — 82,7 чоловіків також старших 18 років.
Середній дохід на одне домашнє господарство становив 54 581 долар США (медіана — 39 531), а середній дохід на одну сім'ю — 65 719 доларів (медіана — 49 840). Медіана доходів становила 37 113 долари для чоловіків та 30 251 долар для жінок. За межею бідності перебувало 18,5 % осіб, у тому числі 27,3 % дітей у віці до 18 років та 15,1 % осіб у віці 65 років та старших.
Цивільне працевлаштоване населення становило 4240 осіб. Основні галузі зайнятості: виробництво — 21,8 %, освіта, охорона здоров'я та соціальна допомога — 17,1 %, науковці, спеціалісти, менеджери — 14,6 %, роздрібна торгівля — 12,3 %.